# 线腹闪蛛
线腹闪蛛（学名：Heliophanus lineiventris）为跳蛛科闪蛛属的动物。分布于捷克斯洛伐克、法国、希腊、朝鲜、葡萄牙、俄罗斯、西班牙以及中国大陆的吉林、辽宁、内蒙、山西等地。该物种的模式产地在欧洲。